# Niklas Jakusch

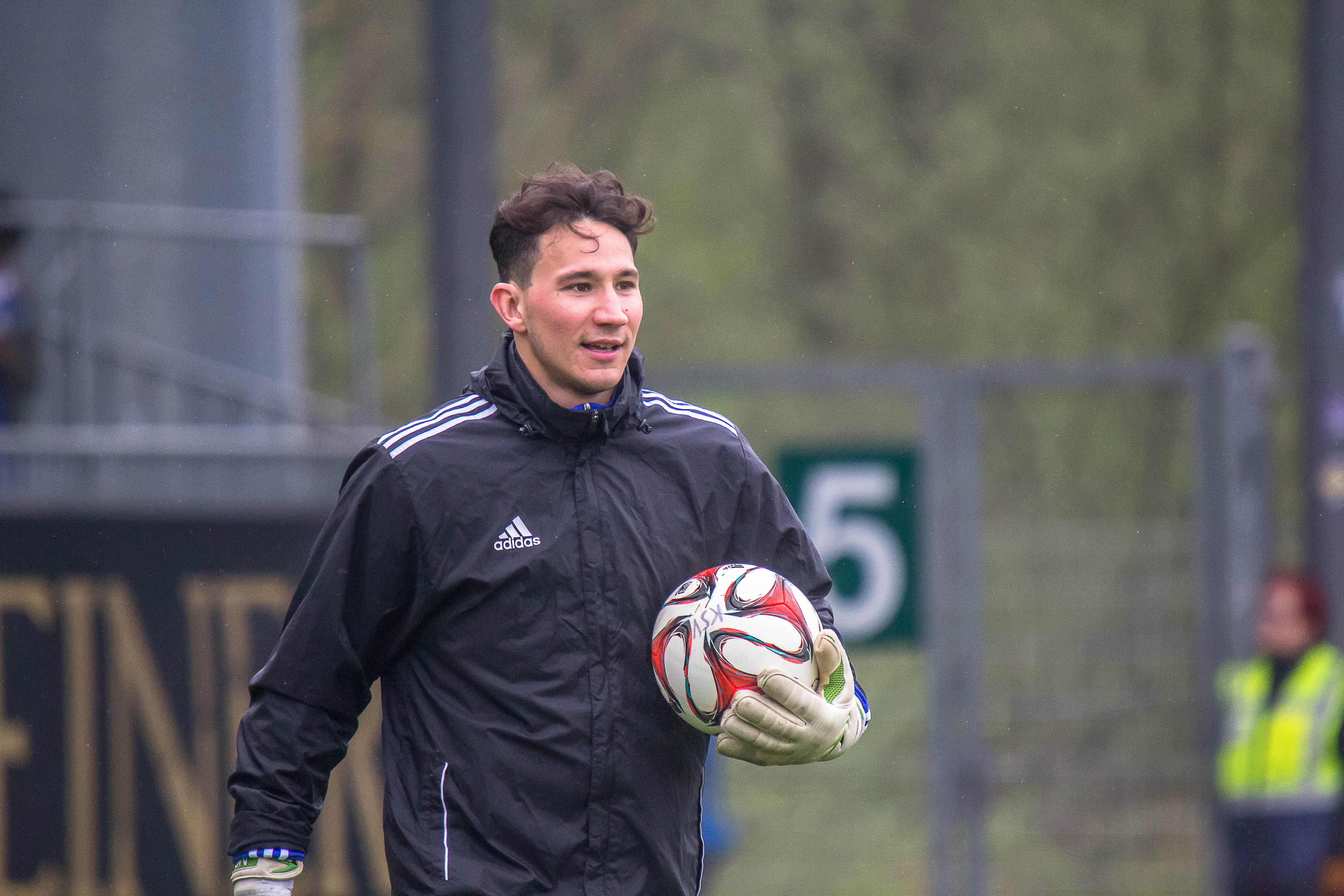
Niklas Jakusch (2015)

Niklas Jakusch (* 20. Dezember 1989 in Bad Segeberg) ist ein deutscher Fußballspieler auf der Position eines Torhüters. Er wird ab der Saison 2019/20 für die U23 des Zweitligisten Holstein Kiel auflaufen.

## Karriere
Bis 1997 hatte Jakusch für die Jugendmannschaften des TSV Kronshagen gespielt, ehe er für zehn Jahre in der Jugend des größten schleswig-holsteinischen Fußballklubs, Holstein Kiel, aktiv war. Bis Januar 2008 hatte er auch Einsätze in der zweiten Mannschaft der Holsteiner. Von 2008 bis Mitte 2009 spielte er für den unterklassigen SC Comet Kiel, worauf zwei Jahre beim VfR Neumünster folgten.
Ab Juli 2011 stand der Torwart erneut bei Holstein Kiel unter Vertrag. Hier war er Ersatztorhüter hinter Morten Jensen und vertrat diesen gelegentlich, so auch bei den Relegationsspielen für die dritte Liga gegen die KSV Hessen Kassel in der Saison 2012/13. Holstein stieg nach der Relegation in die dritte Liga auf. Zur Saison 2013/14 verließ Stammtorhüter Morten Jensen Kiel und wurde durch Maximilian Riedmüller ersetzt, so dass Jakusch hinter Riedmüller wieder Ersatzmann war. Am 14. November 2013 zog sich Riedmüller im Training einen Fingerbruch zu, woraufhin Jakusch ihn zunächst bis zur Winterpause vertrat und auch nach Riedmüllers Rückkehr im Tor blieb. In der Saison 2014/15 verlor er seinen Stammplatz im Tor an die Neuverpflichtung Kenneth Kronholm. Trotzdem verlängerte er seine Vertragslaufzeit bei den Kielern bis Juni 2017. Als Holstein Kiel zur Spielzeit 2015/16 Robin Zentner vom 1. FSV Mainz 05 auslieh, war Jakusch dritter Torwart.
In der Sommerpause 2016 wechselte Jakusch zum FC 08 Homburg. Dort wurde er auf Anhieb Stammtorhüter und bestritt 34 Spiele in der Regionalliga Südwest. Den Abstieg in die Oberliga konnte er jedoch nicht verhindern. Sein Vertrag lief zum Saisonende 2016/17 aus. Nach einem halben Jahr Vereinslosigkeit schloss er sich im Januar 2018 dem TuS Erndtebrück aus der Regionalliga West an und wurde auf Anhieb Stammtorhüter. Trotz herausragender Leistungen konnte Jakusch den Abstieg in die Oberliga nicht abwenden. Seit der Saison 2018/2019 hütet er das Tor der Alemannia aus Aachen, bei der er einen Einjahresvertrag unterzeichnete. Am 26. Mai 2019 gab der Tormann bekannt, zur neuen Saison in einer Doppelfunktion als Torhüter und gleichzeitig Torwarttrainer der Zweitvertretung seines Heimatvereins Holstein Kiel zu seiner alten Wirkungsstätte zurückzukehren. Einen Tag zuvor konnte er das Mittelrhein-Pokalfinale mit der Alemannia gegen die Fortuna aus Köln mit 3:1 gewinnen.